# 군산 은적사 목조아미타여래좌상
군산 은적사 목조아미타여래좌상(群山 隱寂寺 木造阿彌陀如來坐像)은 대한민국 전북특별자치도 군산시, 대한불교조계종 은적사에 있는 불상이다. 2015년 12월 28일 전라북도의 유형문화재 제237호로 지정되었다.

## 지정사유
1666년 혜정(惠淨)에 의해 조성된 은적사 목조아미타불좌상은 보존 상태가 매우 양호하며, 상호의 특징과 법의의 착용법 등, 17세기 불상의 양식과 특징을 잘 보여주고 있다. 조성시기와 조각가, 봉안처, 화주 등을 파악할 수 있는 작품으로 유물로서의 가치가 매우 높다.

## 같이 보기
- 은적사

## 참고 자료
- 군산 은적사 목조아미타여래좌상 - 국가유산청 국가유산포털